# Jezioro przepływowe
Jezioro przepływowe – jezioro z powierzchniowym odpływem wody najczęściej cieku doprowadzającym lub usuwającym nadmiar wody ze zbiornika.
Przykłady takich jezior w Polsce:
- jezioro Rzepsko (niedaleko Rzepina) – przepływa przez nie struga Rzepia, stanowiąca lewobrzeżny dopływ Ilanki,
- Jezioro Charzykowskie (w Chojnicach),
- Jezioro Witobelskie (Wielkopolski Park Narodowy),
- Jezioro Łódzko-Dymaczewskie (Wielkopolski Park Narodowy),
- Jezioro Iławskie (Pojezierze Iławskie),
- Jezioro Rudnickie Wielkie (koło Grudziądza).